# Ki mit tud?
Ki mit tud? («Кто что умеет?») — ежегодное шоу молодых талантов, проводившееся на венгерском телевидении в 1960-1990-х годах, как правило, под Новый год. Сцена шоу традиционно была оформлена в виде вагонов поезда, в которые должны были попасть участники. Каждый вагон поезда представлял собой один из жанров эстрады: песни, танцы, стихи, фокусы, пародии и пр.. Жюри оценивало выступления участников суммой баллов. Если сумма баллов нового претендента была больше суммы баллов участника, уже находившегося в вагоне, последний покидал свой вагон.
В Венгрии шоу "Ki mit tud?" было поистине всенародным. Так, в 1965 году в общей сложности почти 30 тысяч участников подготовили для шоу около 8 тысяч номеров, которые, прежде чем попасть в финал конкурса, в течение года соревновались между собой в 96 окружных и 31 городских турнирах.